# Jaborosa integrifolia
Jaborosa integrifolia là loài thực vật có hoa trong họ Cà. Loài này được Lam. mô tả khoa học đầu tiên năm 1789.